# Pamoyanan (Kadipaten)
Pamoyanan is een bestuurslaag in het regentschap Tasikmalaya van de provincie West-Java, Indonesië. Pamoyanan telt 6907 inwoners (volkstelling 2010).